# Marburgvirus
Marburgvirus — рід вірусів з родини філовірусів (Filoviridae). Він включає один вид Marburg marburgvirus, що містить два віруси: вірус Марбург (Marburg virus, MARV) та вірус Равн (Ravn virus, RAVV). Обидва віруси є збудниками гарячки Марбург в людини та мавп.

## Назва
Назва Marburgvirus походить від міста Марбург в Німеччині, де вперше був виявлений вірус Марбург.

## Історія
Вперше вірус виявлений в 1967 році серед співробітників лабораторій з виробництва вірусних препаратів в Марбурзі та Франкфурті (Німеччина) і Загребі (Югославія), які мали контакт з органами, культурами тканин і кров'ю однієї партії африканських зелених мавп Chlorocebus aethiops, привезених з Уганди. У природі вірус поширений у тропічних регіонах Африки. Спершу вірус відносили до роду Filovirus. У 2002 році запропоновано виділити його в окремий рід Marburgvirus.